# Maximilian Levy
Maximilian Levy (Berlim Oriental, 26 de junho de 1987) é um desportista alemão que compete no ciclismo na modalidade de pista, especialista nas provas de velocidade e keirin.
Participou em três Jogos Olímpicos de Verão, entre os anos 2008 e 2016, obtendo ao todo três medalhas, bronze em Pequim 2008 na prova de velocidade por equipas (junto com René Enders e Stefan Nimke) e prata e bronze em Londres 2012, em keirin e velocidade por equipas (com René Enders e Robert Förstemann), respectivamente.
Ganhou 10 medalhas no Campeonato Mundial de Ciclismo em Pista entre os anos 2007 e 2018, e 7 medalhas no Campeonato Europeu de Ciclismo em Pista entre os anos 2010 e 2017.

## Medalheiro internacional
| Jogos Olímpicos    | Jogos Olímpicos              | Jogos Olímpicos   | Jogos Olímpicos        |
| Ano                | Lugar                        | Medalha           | Competição             |
| ------------------ | ---------------------------- | ----------------- | ---------------------- |
| 2008               | Pequim ( China)              | Medalha de bronze | Velocidade por equipas |
| 2012               | Londres ( Reino Unido)       | Medalha de prata  | Keirin                 |
| 2012               | Londres ( Reino Unido)       | Medalha de bronze | Velocidade por equipas |
| Campeonato Mundial |                              |                   |                        |
| Ano                | Lugar                        | Medalha           | Competição             |
| 2007               | Palma de Mallorca ( Espanha) | Medalha de bronze | Velocidade por equipas |
| 2009               | Pruszków ( Polónia)          | Medalha de ouro   | Keirin                 |
| 2010               | Ballerup ( Dinamarca)        | Medalha de ouro   | Velocidade por equipas |
| 2010               | Ballerup ( Dinamarca)        | Medalha de bronze | Keirin                 |
| 2011               | Apeldoorn ( Países Baixos)   | Medalha de ouro   | Velocidade por equipas |
| 2012               | Melbourne ( Austrália)       | Medalha de prata  | Keirin                 |
| 2013               | Minsk ( Bielorrússia)        | Medalha de ouro   | Velocidade por equipas |
| 2013               | Minsk ( Bielorrússia)        | Medalha de prata  | Kerirn                 |
| 2014               | Cali ( Colômbia)             | Medalha de prata  | Velocidade por equipas |
| 2018               | Apeldoorn ( Países Baixos)   | Medalha de bronze | Keirin                 |
| Campeonato Europeu |                              |                   |                        |
| Ano                | Lugar                        | Medalha           | Competição             |
| 2010               | Pruszków ( Polónia)          | Medalha de ouro   | Velocidade por equipas |
| 2011               | Apeldoorn ( Países Baixos)   | Medalha de prata  | Velocidade individual  |
| 2013               | Apeldoorn ( Países Baixos)   | Medalha de ouro   | Velocidade por equipas |
| 2013               | Apeldoorn ( Países Baixos)   | Medalha de ouro   | Keirin                 |
| 2015               | Grenchen ( Suíça )           | Medalha de bronze | Velocidade por equipas |
| 2017               | Berlim ( Alemanha)           | Medalha de ouro   | Keirin                 |
| 2017               | Berlim ( Alemanha)           | Medalha de prata  | Velocidade por equipas |
| 2020               | Plovdiv ( Bulgária)          | Medalha de ouro   | Velocidade individual  |
| 2020               | Plovdiv ( Bulgária)          | Medalha de ouro   | Keirin                 |